# Bojana

Bojana er en 41 km lang flod der løber på grænsen mellem Montenegro og Albanien. 
På sydøstsiden af Shkodërsøen løber vandet ud i denne korte flod via den albanske by Shkodër, drejer mod sydvest og skaber et artsrigt, bredt delta- og sumpområde (Ada Bojana) på grænsen mellem landene hvor floden løber ud  i Adriaterhavet.
Sammen med Morača udgør floderne via Shkodërsøen et flodsystem på 183 km  et afvandingsområde på 5.187 km²,  og i Montenegro et slettelandskab med  en stor del af  landets landbrugsproduktion. Vandføringen er på omkring 320 m³/s.

## Eksterne kilder og henvisninger
- Wikimedia Commons har flere filer relateret til Bojana
- Buna Delta på  inyourpocket.com

41°51′24″N 19°21′03″Ø / 41.856651°N 19.350807°Ø